# Mihály Kótai
Mihály Kótai (* 12. August 1976 in Nyíregyháza) ist ein ehemaliger ungarischer Boxer.

## Karriere
Seine größten Erfolge als Amateur waren der fünfte Platz bei den Weltmeisterschaften 1997 in Budapest (Viertelfinalniederlage gegen Ercüment Aslan), der Ungarische Meistertitel 1999 sowie der dritte Platz bei den Europameisterschaften 2000 in Tampere. Nach Siegen gegen Oleg Saitow und Hussein Bayram, unterlag er dabei im Halbfinale gegen Waleri Braschnik. Zwei weitere Niederlagen seiner Amateurlaufbahn erlitt er gegen Jani Rauhala und Lucian Bute.
Von Oktober 2000 bis September 2010 bestritt er 42 Profikämpfe in Ungarn, Polen, den Niederlanden, Großbritannien, den USA, Puerto Rico, Deutschland und Ukraine, von denen er 36 gewann, 16 davon vorzeitig, bei fünf Niederlagen und einem Unentschieden. Seine größten Erfolge waren der Internationale Meistertitel der WBC und der Weltmeistertitel der IBO im Halbmittelgewicht. Er besiegte im Laufe seiner Karriere unter anderem Gotthard Hinteregger, William Gare, Manning Galloway und Raul Bejarano.